# Ken Annakin
Kenneth Cooper Annakin (OBE) (n. 10 august 1914, Beverley, Anglia, Regatul Unit al Marii Britanii și Irlandei – d. 22 aprilie 2009, Beverly Hills, California, SUA) a fost un regizor de film britanic.
Cariera sa s-a întins pe o jumătate de secol, începând la începutul anilor 1940 și s-a încheiat în 1992, iar în anii 1960 a fost remarcat de critici cu filme epice de aventură și comedii de amploare, cum ar fi Acei oameni minunați în mașinile lor zburătoare, Bătălia din Ardeni, Cea mai mare lovitură  și Monte Carlo. În timpul carierei sale, Annakin a regizat aproape 50 de filme.

## Filmografie
- London 1942 (1943)
- Fruitful the Land (1945)
- We of the West Riding (1946)
- English Criminal Justice (1946)
- It Began on the Clyde (1946)
- Fenlands (1946)
- Tabără de vacanță (Holiday Camp, 1947)
- Miranda (1948)
- Broken Journey (1948)
- Quartet (1948)
- Here Come the Huggetts (1948)
- Vote for Huggett (1949)
- The Huggetts Abroad (1949)
- Aterizare costală (Landfall, 1949)
- Double Confession (1950)
- Hotel Sahara (1951)
- Povestea lui Robin Hood (The Story of Robin Hood and His Merrie Men, 1952)
- Soția plantatorului (The Planter's Wife, 1952)
- Spada și trandafirul (The Sword and the Rose, 1953)
- You Know What Sailors Are (1954)
- Pământul furiei (The Seekers, 1954)
- Value for Money (1955)
- Loser Takes All (1956)
- Trei într-o barcă (Three Men in a Boat, 1956)
- Dincolo de pod (Across the Bridge, 1957)
- Pușca de elefant (Nor the Moon by Night, 1958)
- Al treilea om pe munte (Third Man on the Mountain, 1959)
- Pirații paradisului sau Familia Elvețiană Robinson (Swiss Family Robinson, 1960)
- Very Important Person (1961)
- The Hellions (1961)
- Doamna rapidă (The Fast Lady, 1962)
- Ziua cea mai lungă (The Longest Day, 1962)
- Crooks Anonymous (1962)
- Informatorii (The Informers, 1963)
- Acei oameni minunați în mașinile lor zburătoare (Those Magnificent Men in Their Flying Machines, 1965)
- Bătălia din Ardeni (Battle of the Bulge, 1965)
- Duelul lung (The Long Duel, 1967)
- Cea mai mare lovitură (The Biggest Bundle of Them All, 1968)
- Monte Carlo sau Acei tineri îndrăzneți în rablele lor elegante (Monte Carlo or Bust!, 1969)
- Chemarea străbunilor (1972)
- Tigrul de hârtie (Paper Tiger, 1975)
- Secretele deșertului (The Pirate, 1978)
- Institute for Revenge (1979)
- Al cincilea muschetar (The Fifth Musketeer, 1979)
- Cheaper to Keep Her (1981)
- The Pirate Movie (1982)
- Noile aventuri ale lui Pippi Longstocking (The New Adventures of Pippi Longstocking, 1988)
- Genghis Khan (1992) (film nelansat)